# Bresh
Bresh, pseudonimo di Andrea Emanuele Brasi (Lavagna, 28 giugno 1996), è un cantautore e rapper italiano.

## Biografia

### Infanzia ed esordi
Andrea Brasi è nato nel 1996 a Lavagna e cresciuto a Bogliasco, entrambi comuni della provincia di Genova. Ha iniziato la sua carriera da artista nel 2012, quando, insieme a G Pillola (al tempo Gughi P) ha pubblicato il suo primo mixtape intitolato Cambiamenti mixtape, e nel 2013 ha pubblicato un secondo progetto dal titolo Cosa vogliamo fare: in entrambi sono presenti diverse collaborazioni con altri artisti emergenti liguri, tra cui Izi, Vaz Tè, Tedua, Dala Pai Pai e Nader Shah, con i quali ha continuato a collaborare negli anni successivi.
Tra il 2015 e il 2016, concluso il percorso di studi all'istituto professionale, a diciannove anni, Bresh si trasferisce a Milano, insieme agli amici e colleghi Rkomi, Tedua e Sonny Willa. In quel periodo ha scritto e pubblicato singoli come Baghera, Gaston, e Prestigio, e successivamente Snake, Astronauti, Pe Pe Pe, Ande e Gazza ladra. Il 3 agosto 2017 ha pubblicato il video de Il bar dei miei, suo singolo sotto l'etichetta Thaurus Music, che ha segnato il suo ritorno sulla scena a cinque mesi da Gazza ladra.

### 2019-2021:Che io mi aiuti
Dopo un lungo silenzio, nel 2019 è comparso in Pesche e vino assieme a Gianni Bismark, Sick Luke e Vaz Tè, nell'EP di quest'ultimo. Nel 2020 ha pubblicato No Problem, Oblò con Rkomi e Team con Vaz Tè che anticipano l'uscita del primo album ufficiale, il 14 febbraio, dal titolo Che io mi aiuti, per le etichette Epic Records e Sony Music. Il disco è stato ristampato il 24 luglio seguente con nuovi brani inediti, venendo poi certificato disco d'oro dalla Federazione Industria Musicale Italiana. Successivamente ha collaborato poi con Cromo e Disme in Da buttare e con Young Slash in Sotto le lenzuola.
Il 24 luglio 2020 è uscita la riedizione del primo album ufficiale, dal titolo Che io ci aiuti, la quale vede la collaborazione di Ketama126, Giaime, Disme e Vaz Tè. A settembre si è esibito al Goa-Boa Festival.

### 2021-2022:Oro blu
Nel 2021 il rapper ligure ha pubblicato il singolo Angelina Jolie, certificato triplo disco di platino, e Caffè, entrambi prodotti da Shune, seguiti dal singolo Andrea, certificato disco d'oro. Questi tre singoli hanno anticipato l'uscita del suo secondo disco, intitolato Oro blu, pubblicato il 4 marzo, che sette giorni dopo, l'11 marzo, ha debuttato al primo posto della Classifica FIMI Album.
Successivamente ha preso parte al docufilm La nuova scuola genovese di Claudio Cabona dove, insieme a colleghi genovesi come Tedua, Izi, Vaz Tè, Nader, Guesan e Demo, ha analizzato le caratteristiche della scuola genovese, movimento artistico e culturale molto attivo soprattutto in campo musicale sin dai primi anni Sessanta, e ricerca analogie e differenze tra gli esponenti originari di questo movimento (Umberto Bindi, Gino Paoli, Bruno Lauzi, Fabrizio De André) e le figure principali di oggi.
Il 26 giugno 2022 si è esibito per la seconda volta al Goa-Boa Festival e pochi giorni dopo, il 1º luglio, ha collaborato con Camilla Magli al brano Kanye West.

### 2023-presente: Festival di Sanremo 2025 eMediterraneo
Il 27 gennaio 2023 ha pubblicato un nuovo singolo, scritto già da due anni e intitolato Guasto d'amore, che parla del rapporto d'affetto verso la sua squadra del cuore, il Genoa; il brano ottiene in tempi rapidi un'elevata visibilità a livello nazionale e viene metabolizzato dapprima dalla tifoseria, che ne fa un coro da stadio, e quindi dalla stessa società rossoblù, che lo adotta nella propria attività di comunicazione.
Nell'aprile 2023 è stato pubblicato l'inedito Altamente mia, che ad agosto ha ricevuto una menzione speciale per il valore musical-letterario al Premio Lunezia. Il 26 maggio è stato pubblicato il brano Parafulmini, interpretato da Ernia in collaborazione di Bresh e Fabri Fibra. Il 29 settembre 2023 ha pubblicato il singolo Nightmares in collaborazione con i Pinguini Tattici Nucleari, permettendo a Bresh di registrare il secondo esordio al primo posto della Top Singoli italiana in quell'anno.
Nel febbraio 2024 è stato ospite per due volte al Festival di Sanremo: nella terza serata ha eseguito Guasto d'amore in collegamento dalla nave Costa Smeralda, mentre nella quarta serata delle cover ha affiancato Emma nell'esecuzione di un medley dei brani di Tiziano Ferro. Nel mese di maggio ha pubblicato il singolo Torcida, il cui video è stato girato durante il soggiorno del rapper in Brasile.
Nel febbraio 2025 ha partecipato per la prima volta in gara al 75º Festival di Sanremo con il brano La tana del granchio, classificatosi all'undicesimo posto al termine del festival. Il brano ha esordito all'ottava posizione della classifica Top Singoli e in seguito è stato certificato disco d'oro. Il 14 febbraio, nella quarta serata dedicata alle cover, ha duettato con Cristiano De André cantando il famoso brano Creuza de mä di Fabrizio De André, come avviene nel documentario La nuova scuola genovese, classificatosi al dodicesimo posto. Il 21 febbraio la loro versione del brano è stata pubblicata come singolo.
Il terzo album in studio Mediterraneo è stato pubblicato il 6 giugno 2025, anticipato il 9 maggio dal singolo Umore marea, e si compone di sedici tracce, tra cui collaborazioni con i colleghi Achille Lauro, Kid Yugi, Sayf e Tedua. Il disco ha poi esordito in vetta alla classifica FIMI Album.

## Stile e influenze musicali
Il genere musicale di Bresh si accosta essenzialmente al rap. Caratteristica dei suoi testi è la volontà di avere un peso sociale, riflettere i problemi odierni della società ma anche di sé stesso: molti dei suoi brani si possono definire autobiografici, come per esempio Andrea, che anch'egli definisce un brano "di rappresentanza". Una delle principali figure di riferimento in ambito artistico per Bresh è Fabrizio De André, celebre cantautore ligure, che ascolta sin dall'infanzia.

## Discografia
- 2020 – Che io mi aiuti
- 2022 – Oro blu
- 2025 – Mediterraneo

## Partecipazioni a manifestazioni canore
- Festival di Sanremo (Rai 1)
  - 2025 – 11º posto sezione "Campioni" con La tana del granchio

## Filmografia
- La nuova scuola genovese, di Claudio Cabona, regia di Yuri Dellacasa e Paolo Fossati – docufilm (2022)

## Riconoscimenti
- Premio Lunezia
  - 2023 – Premio al valore musical-letterario per Altamente mia[23]